# Île Henriet
L'île Henriet est une île de la Marne, en France appartenant administrativement à Jablines.

## Description
Elle s'étend sur un peu plus de 400 m de longueur pour une largeur maximale de moins de 95 m. 